# Tour EP (Limited Edition)
Tour EP (Limited Edition) est un EP de Jacob Latimore, sorti le 30 juillet 2012.

## Liste des titres
| No | Titre                                              | Durée |
| -- | -------------------------------------------------- | ----- |
| 1. | You Come First                                     | 3:34  |
| 2. | Dance Floor Killa                                  | 3:29  |
| 3. | Nothing On Me                                      | 3:43  |
| 4. | This Or That                                       | 3:10  |
| 5. | Like 'Em All (Radio Version) (feat. Issa Thompson) | 3:43  |
| 6. | Like 'Em All (feat. Diggy Simmons)                 | 2:50  |